# Kojur
Kojur, ou Baladeh-ye Kujūr, Kujūr, ou encore Dehe Kujūr, est une ville de la province du Mazandéran en Iran. Elle est le chef-lieu du district du même nom.